# Île à la Gourdaine

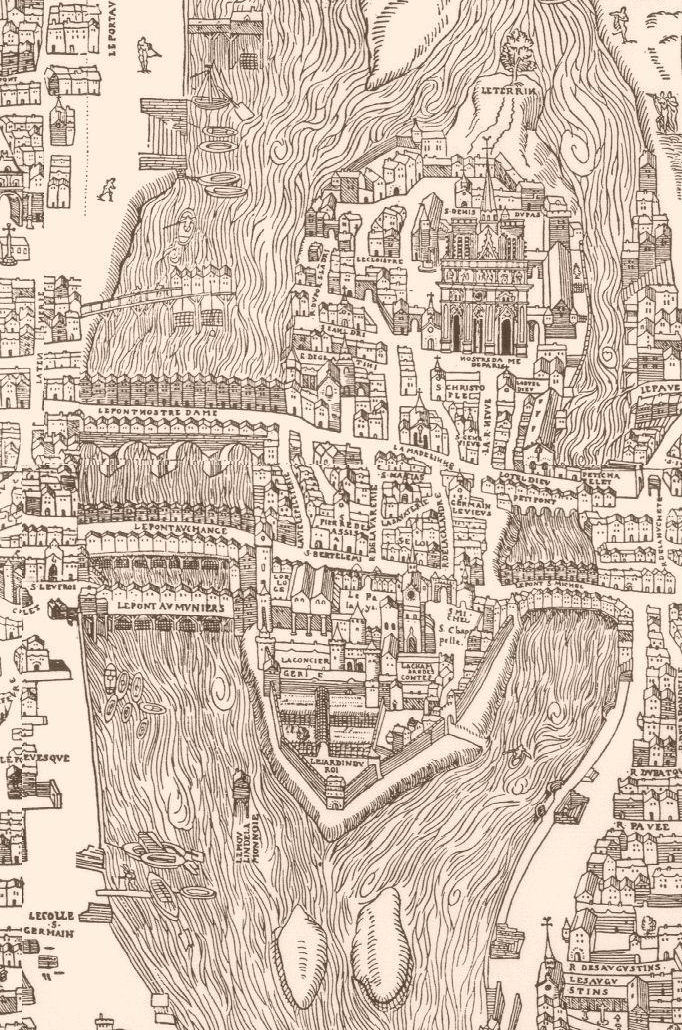
L'île de la Gourdaine sur le plan de Bâle (1552), elle est en bas de l'île de la Cité, sur la gauche

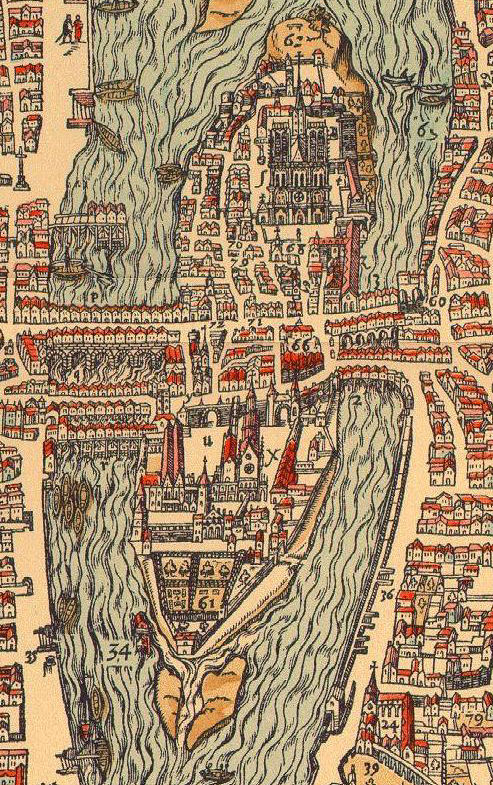
L'île de la Gourdaine sur le plan de Belleforest (1575), repère 34, elle est en bas de l'île de la Cité, sur la gauche

L'île à la Gourdaine (ou îlot de la Gourdaine) est une ancienne île de la Seine à Paris, en France. Le nom de gourdaine signifie bac ou bachot, à cause des bacs qui étaient employés pour aborder l'île.

## Situation
Elle est située sur la partie nord de l'actuel square du Vert-Galant. 

## Historique
Au Moyen Âge, c'était un simple îlot alluvionnaire de la Seine qui était séparé par un étroit bras du fleuve de l'enceinte nord du Palais de la Cité, terminée par la salle de la Pointe. Son nom lui venait du moulin dit de la Gourdaine. À l'ouest se trouvait un autre îlot, plus allongé, qui portait alors le nom d'île aux Vaches, toponyme qui sera réattribué à la partie est de l'actuelle île Saint-Louis au XVIe siècle.
Au XIVe siècle, à la fin de la construction de l'enceinte de Charles V, l'îlot est quasiment accolé aux murs du Palais, face au bourg de Saint-Germain-l'Auxerrois. Il abrite un moulin à eau sur pilotis en pleine eau, à l'emplacement de l'actuel quai de l'Horloge, dont le tracé a été établi dès 1580. Ce moulin sera utilisé par Henri II pour y battre monnaie et ne disparaîtra qu'en 1578. La jalousie de la Cour des monnaies avait d'ailleurs considérablement diminué, depuis 1556, la quantité de monnaie frappée à la Gourdaine et les ateliers furent transférés par Nicolas Briot (1579-1646) dans le palais du Louvre,.
Les plans de Munster (1550) et de Bâle (1553) ne mentionnent pas de noms sur ces îlots proches de l'île de la Cité, les historiens ayant peine à s'accorder sur leurs toponymes. Cependant, celui de Belleforest (1575) mentionne le moulin de la Monnaie, dit de la Gourdaine, de même que celui de Trichet (1552) indique Moulin de la Monnaie.
On la connait aussi sous le nom d’île au Patriarche, à cause du patriarche qui possédait l'emplacement du marché de ce nom près de la Rue Mouffetard, selon l'une des versions, ou d’île aux Bureaux, à partir du XVIIe siècle, à cause de sire Hugues Bureau, qui était le propriétaire de l'îlot du Passeur-aux-Vaches et de l'île de la Gourdaine en 1642. Cependant, selon Jaillot, cette dernière dénomination correspond en réalité à l'île aux Juifs.
La construction du Pont Neuf par Henri IV, de 1577 à 1607, entraîna la réunion des trois îles  (île de la Gourdaine, îlot du Passeur-aux-Vaches et île aux Juifs), à l'île de la Cité, cette section devenant la place Dauphine. Henri IV accorde d'ailleurs, en 1607, la concession du terrain à l'ancien emplacement de l'île à Achille de Harlay, président du parlement.